# Каштан Ковніра
Каштан Ковніра — ботанічна пам'ятка природи місцевого значення в Україні, розташована в Києві, у Печерському районі.  

## Опис
Об’єкт являє собою дерево гіркокаштану кінського, віком близько 100 років. На висоті 1,5 м дерево має обхват 3,1 м, висота становить 25 м.  

## Охоронний статус
Пам'ятка отримала статус ботанічної пам'ятки природи місцевого значення відповідно до рішення Київради від 21 лютого 2013 року №15/9072.  

## Розташування
Дерево розташоване поблизу стіни Свято-Успенської Києво-Печерської лаври. Землекористувачем є Свято-Успенська Києво-Печерська лавра.

## Галерея

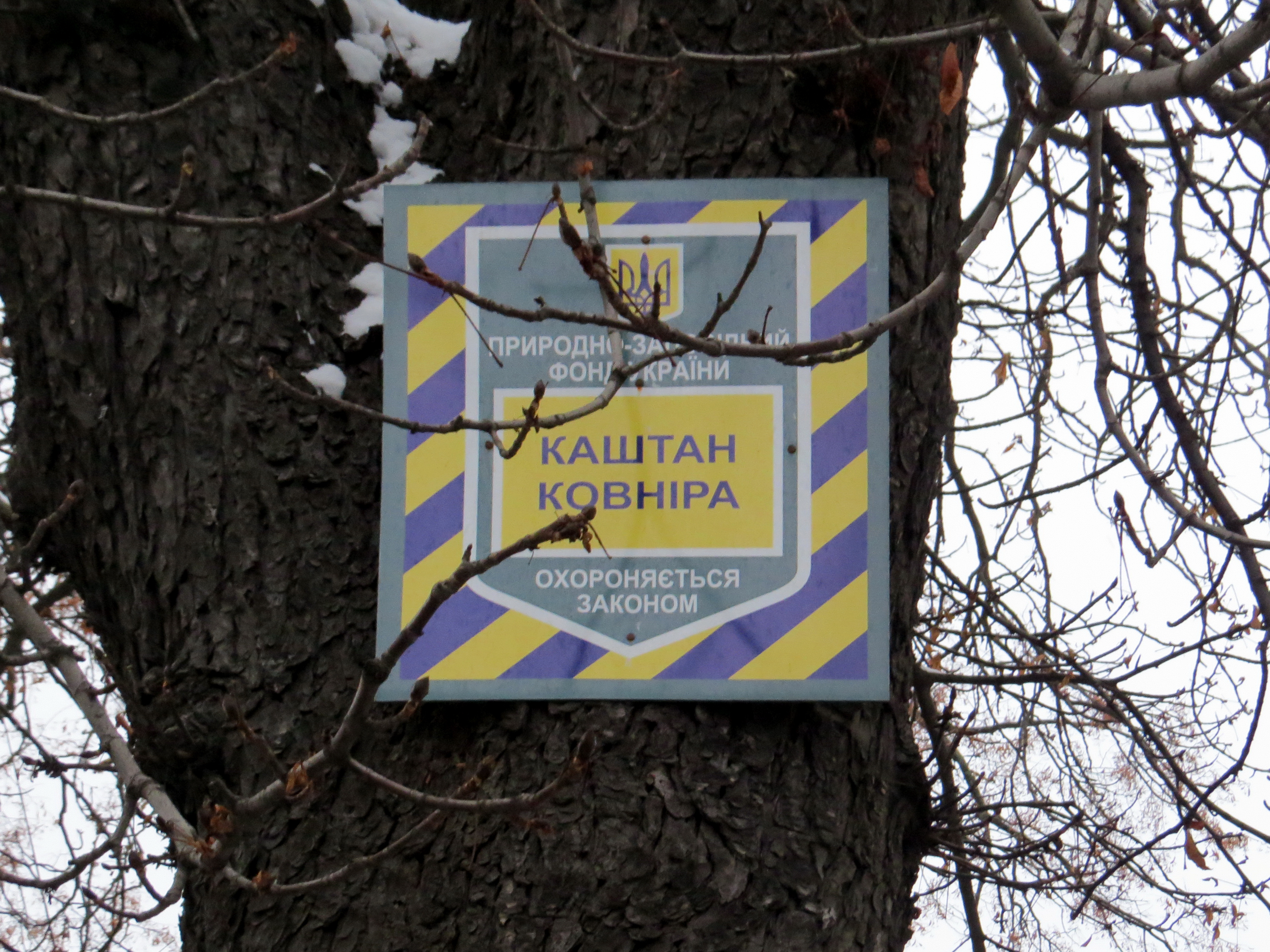
Охоронна табличка